# Benahavís
Benahavís è un comune spagnolo di 1 513 abitanti situato nella comunità autonoma dell'Andalusia.